# Kottebo (naturreservat)
Kottebo är ett naturreservat i Kinda och Linköpings kommuner i Östergötlands län.
Området är naturskyddat sedan 2002 och är 24 hektar stort. Reservatet omfattar fyra delområden på höjder med sluttningar söder om gården Kottebo. Reservatet består av barrskog med inslag av lövträd och även partier med ädellövskog.